# Merseburger Dom

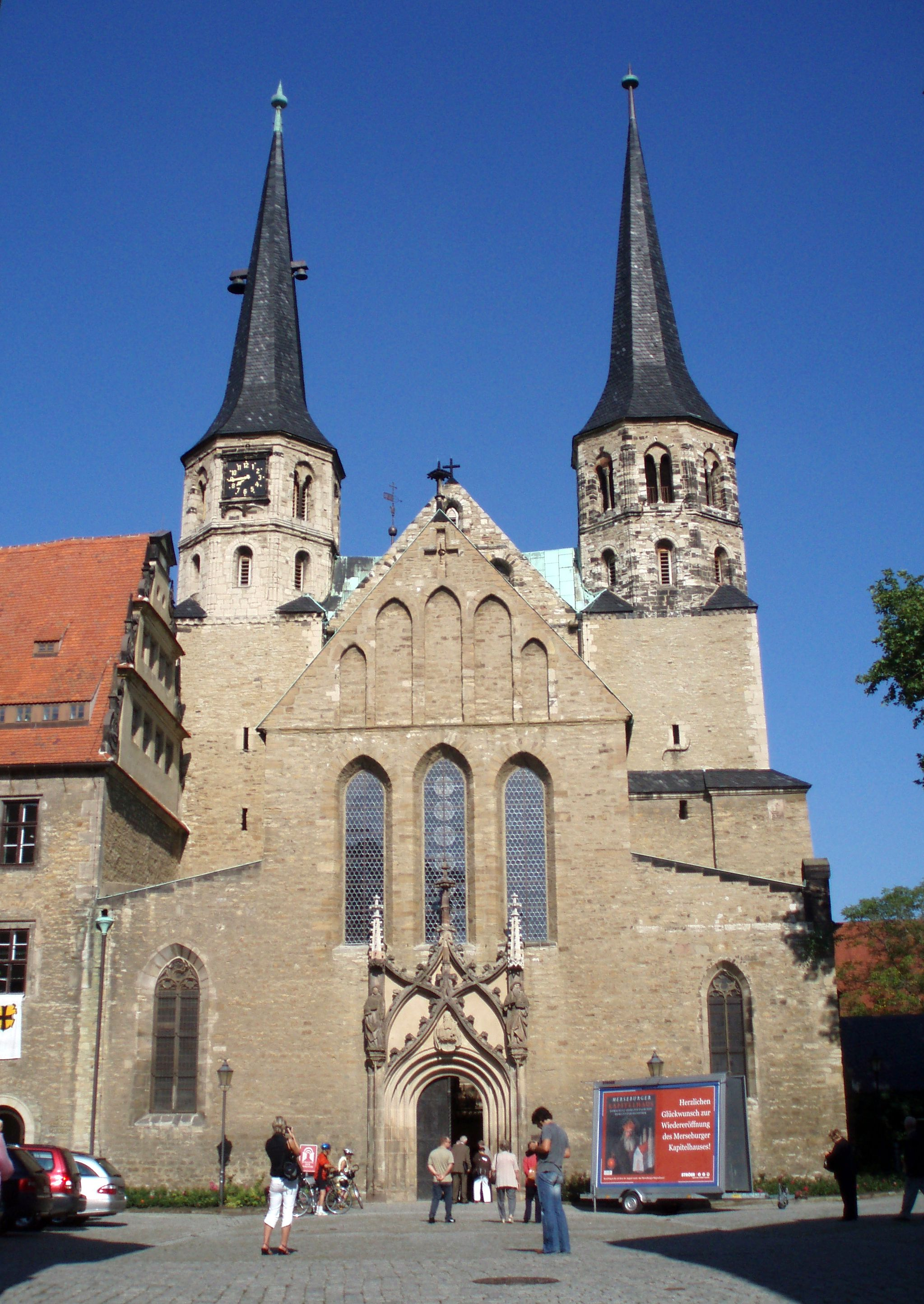
Dom zu Merseburg am Tag der Wiedereröffnung des Kapitelhauses im Jahre 2006

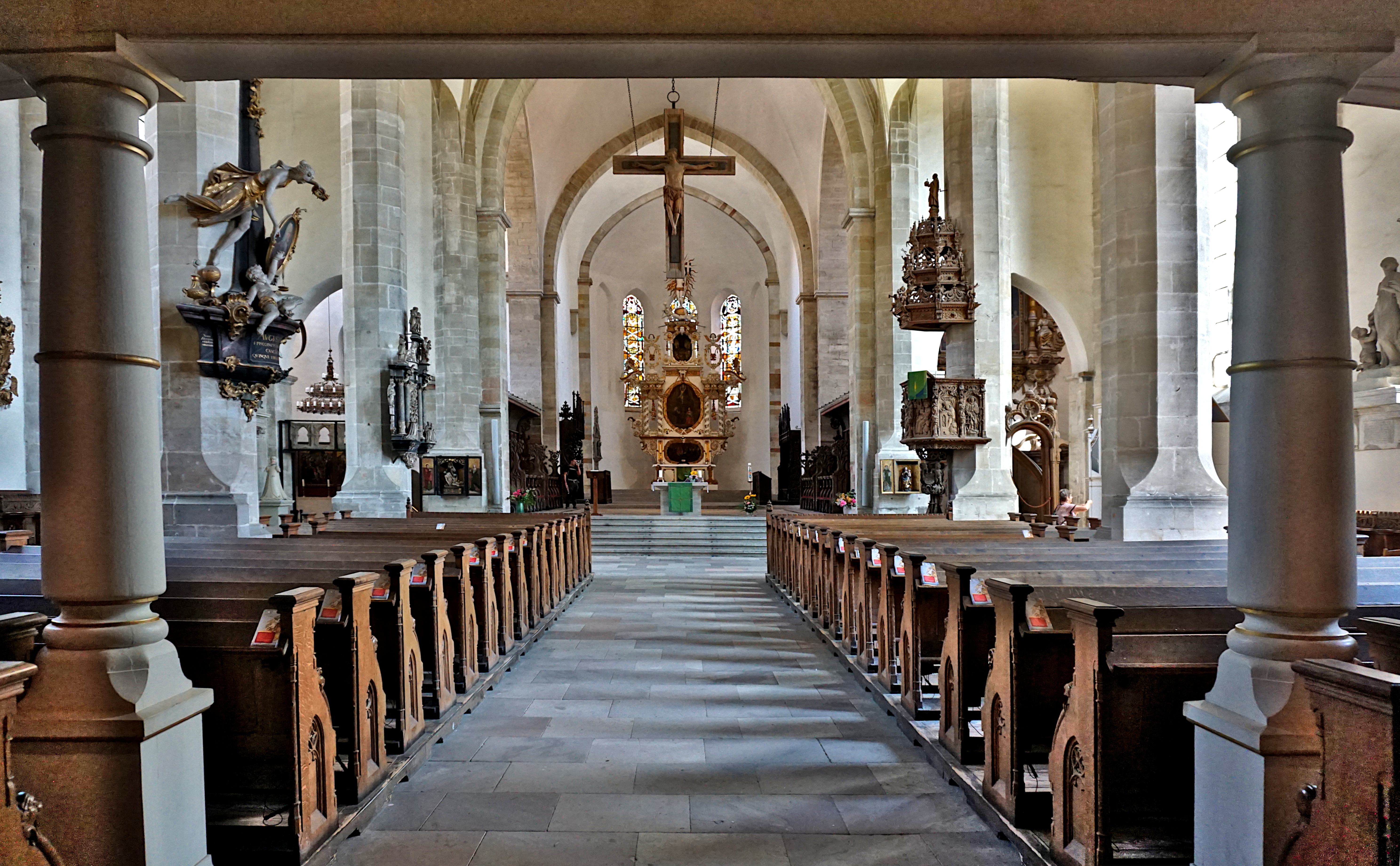
Innenraum des Doms

Der Merseburger Dom St. Johannes und St. Laurentius ist eine evangelische Kirche und eines der herausragenden Baudenkmäler der an der Straße der Romanik gelegenen einstigen Pfalz- und Bischofsstadt Merseburg, jahrhundertelang Zentrum des Bistums Merseburg sowie des Hochstifts gleiches Namens. Der Dom ist der vierte Flügel von Schloss Merseburg. 

## Geschichte

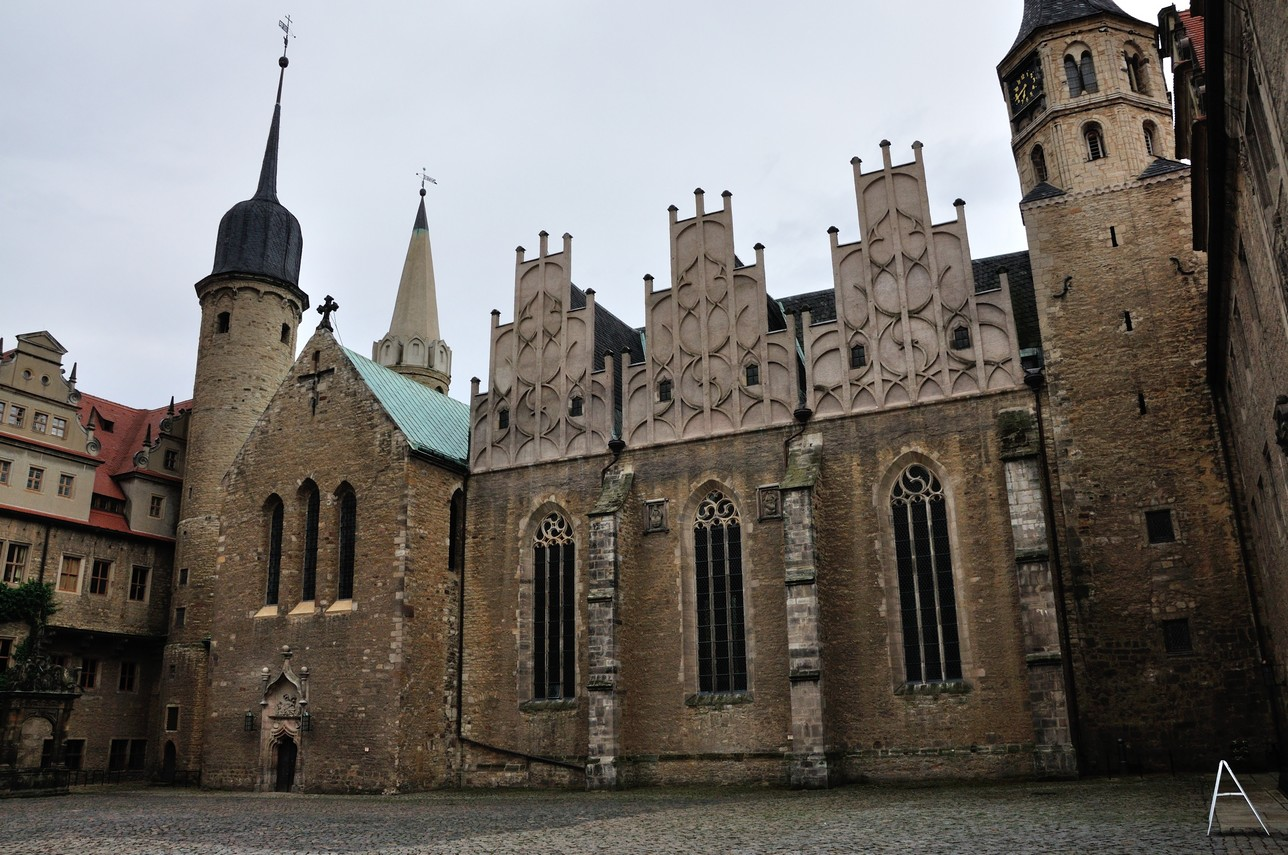
Merseburger Dom (Nordseite)

### Errichtung, Umbau und Erhaltung

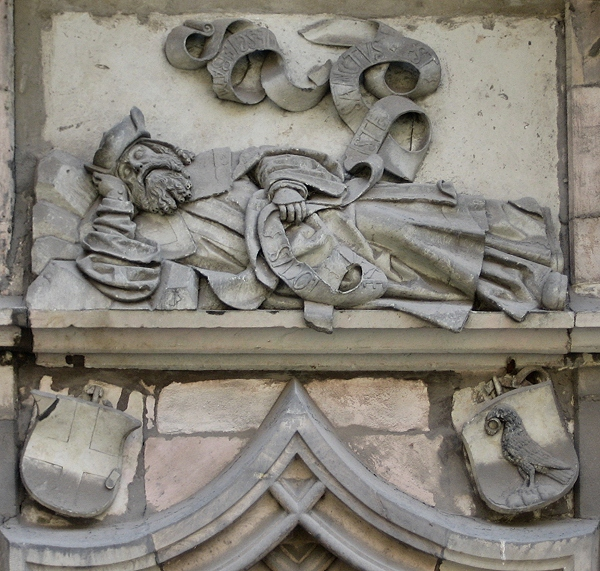
Jacobs Traum im Tympanon des Nordportals

Die Kirche des Merseburger Domkapitels geht auf die von Heinrich I. gestiftete Johanniskirche zurück, die auch als Kirche des ersten Bistums in Merseburg genutzt wurde. Der Grundstein für den Bau einer repräsentativen Kathedrale des Bistums Merseburg wurde am 18. Mai 1015 durch den Bischof Thietmar von Merseburg (Thietmar von Walbeck) gelegt, der sich in seiner umfangreichen Chronik aber nicht ausführlich zum Bau und den dahinter stehenden kirchlichen und künstlerischen Absichten äußerte. Er erwähnte jedoch ein Gelübde Ottos I. vor der Schlacht auf dem Lechfeld 955, im Falle des Sieges in Merseburg ein Bistum zu errichten und die Königspfalz zur Laurentiuskirche auszubauen. Die erste Weihe des viertürmigen Kirchbaus auf das Laurentiuspatrozinium fand am 1. Oktober 1021 in Anwesenheit des Kaiserpaares Heinrich II. und Kunigunde statt. Nach zwei Einsturzunglücken und jeweiligen Wiederaufbau erfolgte 1042 eine zweite Weihe. Neben der nach 1036 begonnenen Krypta sind vom ursprünglichen romanischen Baukörper nur noch Teile erhalten, und zwar die runden Chorbegleittürme aus der Mitte des 11. Jahrhunderts, die Untergeschosse der Westtürme und die unteren Wandteile des Querschiffs mit den beiden östlichen Apsiden.

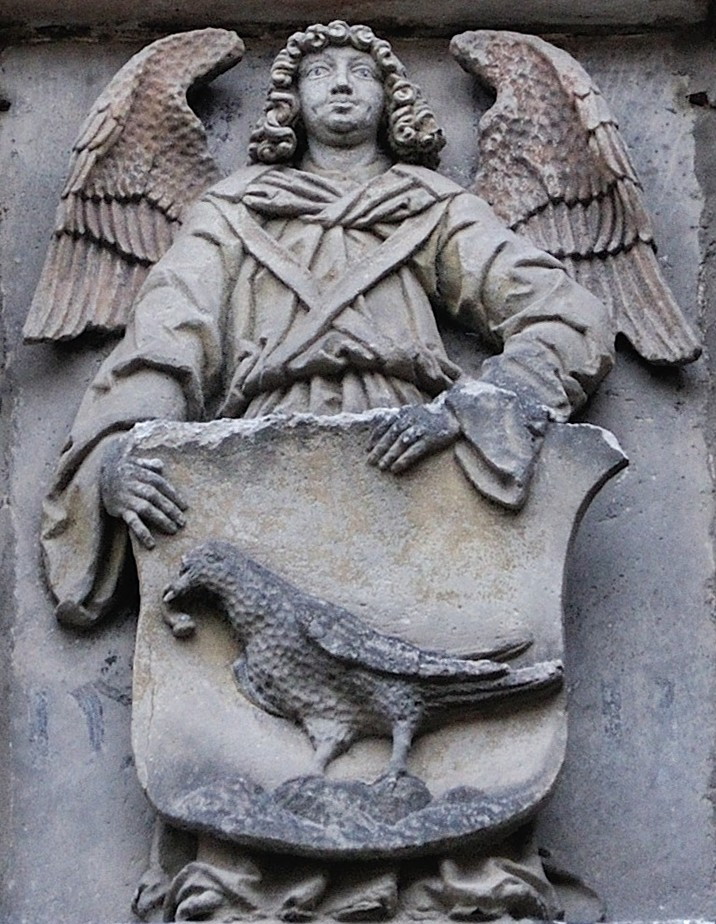
Engel mit dem Trotha-Wappen

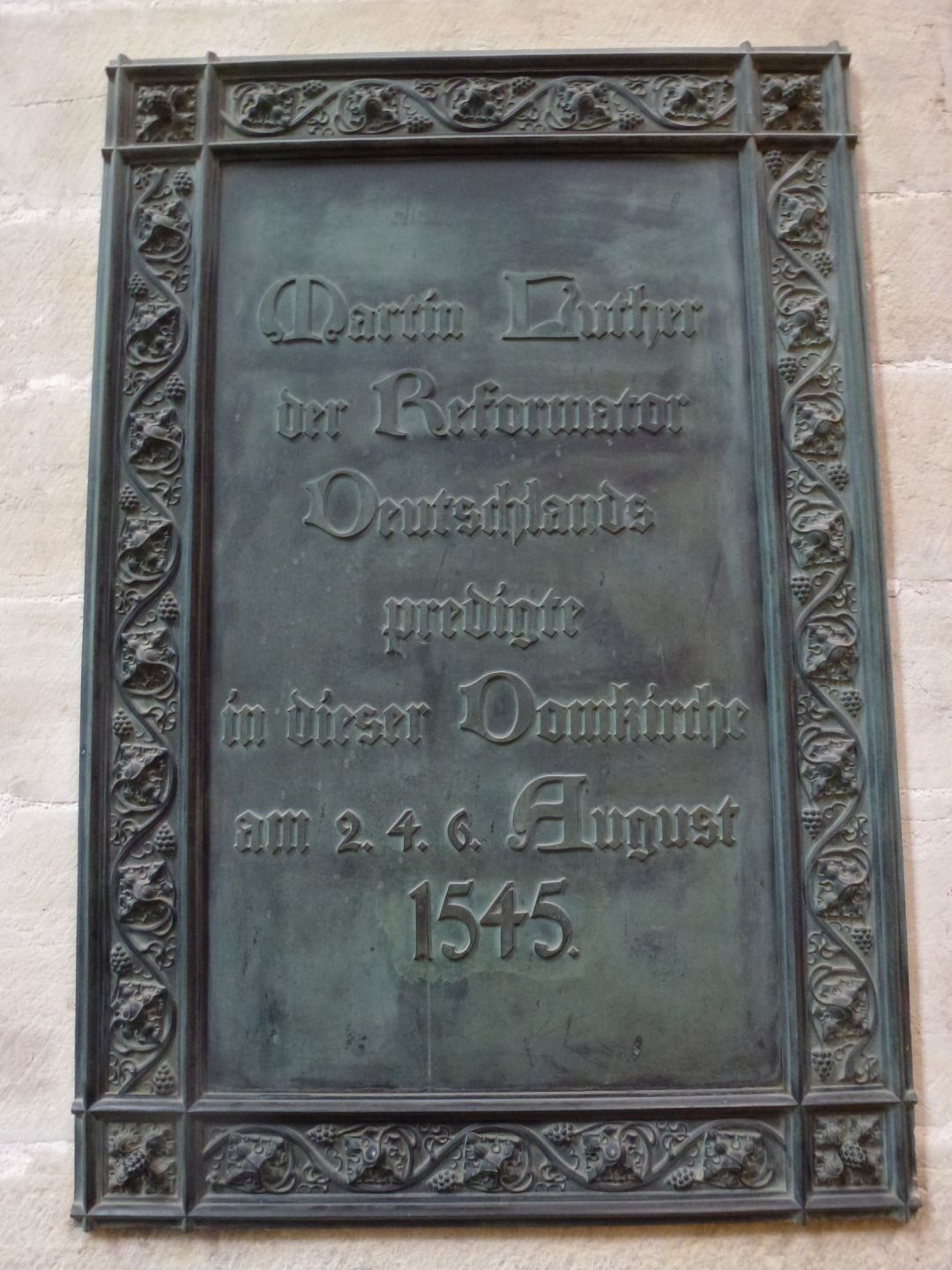
Tafel zur Erinnerung an Predigten Martin Luthers

Durch den Merseburger Bischof Werner von Wolkenburg wurde, wohl in Vollendung des ursprünglichen Baukonzeptes, der Bau eines fünften Turmes über der Vierung eingeleitet, der allerdings 1230 einstürzte. Besagtem Bischof, einem Anhänger Rudolfs, ist auch zu verdanken, dass Rudolf von Rheinfelden, der 1080 einer in der Schlacht bei Hohenmölsen erlittenen Verwundung erlegen war, seine Grablege im Merseburger Dom fand, obwohl der Tod des gebannten Gegenkönigs (1077–1080 gegen Heinrich IV.) von nicht wenigen Zeitgenossen als Gottesurteil angesehen wurde.
Spätere Umbauten, vor allem zwischen 1510 und 1517 unter Bischof Thilo von Trotha, überformten den Dom im Stil der Spätgotik. Aus der basilikalen Langhausanlage wurde eine spätgotische Hallenkirche. Dazu wurde das baufällige Langhaus grundlegend umgebaut und mit hohen Ziergiebeln versehen, um es dem Schloss anzugleichen. An der Nordseite des Doms befindet sich noch heute ein Sandsteinrelief mit einem Engel, der das Trotha-Wappen hält. Am nördlichen Abschluss des Querhauses ließ Thilo von Trotha als Zugang vom Schloss zu seiner Grabkapelle ein Portal einbauen, das im Tympanon den Traum Jakobs von der Himmelsleiter und darunter das Trotha-Wappen zeigt. Thilo von Trotha wird auch der Ausbau der Bischofskapelle zur Bischofsgruft, die Erneuerung des Ost- und Südflügels des Kreuzgangs sowie die Erweiterung des südlich gelegenen Kapitelhauses zugeschrieben.
Um das Jahr 1490 wurde in Merseburg die Stelle eines Dompredigers gestiftet. 1545 predigte Martin Luther im Dom. Nach dem Tod des letzten katholischen Bischofs Michael Helding im Jahr 1561 setzte sich in Merseburg die Reformation endgültig durch. Teile der bis heute erhaltenen Kurien in der Domfreiheit wurden nach dem Dreißigjährigen Krieg im Stil des Barocks wiederaufgebaut. Damit verbunden war der Neubau des heute noch bestehenden Gebäudes des Domgymnasiums.
In den 1880er Jahren erfolgten Empfehlungen für Restaurierungen an und in der Domkirche, die vermutlich auch durchgeführt wurden.
Bei Luftangriffen während des Zweiten Weltkriegs auf die Stadt selber, aber auch auf die in der Nähe befindlichen BUNA- und Leuna-Werke wurden der Nord- und Ostflügel des Schlosses, das Kapitelhaus und der Chor des Doms beschädigt. Am 17. August 2006 wurde das renovierte Kapitelhaus in einem Festakt in Anwesenheit des Kultusministers Jan-Hendrik Olbertz und des Bischofs Axel Noack eingeweiht. Die Domfreiheit wurde anlässlich der Internationalen Baufachausstellung 2010 in Dessau vitalisiert, indem ein neues Besucher- und Informationszentrum eingerichtet, die Willi-Sitte-Galerie eröffnet sowie das Europäische Romanik-Zentrum angesiedelt wurden. Gemeinsam mit dem Schloss und Schlossgarten in Merseburg gehört der Dom zum Gesamtwerk „Gartenträume Sachsen-Anhalt“. Seit 2011 ist Regine Hartkopf Dombaumeisterin.

### Fürstengruft
Im Merseburger Dom ist seit 1654 das Erbbegräbnis der wettinischen Sekundogenitur Sachsen-Merseburg untergebracht, die den Dom als Hofkirche nutzte. Diese sogenannte Fürstengruft ist ein bedeutendes Denkmal barocker Bestattungskultur. Die Gruft war ursprünglich in drei Räume unterteilt, welche zwischen dem 13. und 16. Jahrhundert eingerichtet wurden. Ein prächtiges Portal weist den Eingang zur Fürstengruft, das über dem Portal befindliche Gemälde zeigt die herzogliche Familie. Herzog Christian I. zu Sachsen-Merseburg ließ 1670 die Ruhestätten seines Hauses auf der Ostseite des Doms einrichten. Die Fürstengruft birgt 37 Särge, davon 20 Kindersärge, 10 Frauen- und 7 Männersärge, die aus Blei, Zinn, Holz oder Blei-Zinn-Legierungen bestehen und deren Wappen, Inschriften und Bandelwerk teilweise erhalten sind. Folgende Mitglieder der herzoglichen Familie wurden darin bestattet:
- Christian I. (1615–1691), 1. Herzog von Sachsen-Merseburg
  - Christiana von Schleswig-Holstein-Sonderburg-Glücksburg (1634–1701), Ehefrau von Christian I.
  - Hedwig von Schleswig-Holstein-Sonderburg-Glücksburg (1640–1671), Schwägerin von Christian I.
  - Magdalena Sophia (1651–1675), Tochter von Christian I.
  - Johann Georg (1652–1654), Sohn von Christian I.
  - namenlose Totgeburt (*/† 1656), Sohn von Christian I.
  - Christiane (1659–1679), Tochter von Christian I., Ehefrau Christians von Sachsen-Eisenberg
  - Moritz (1662–1664), Sohn von Christian I.
  - Christian Erdmann (1686–1689), Enkel von Christian I.
  - Elisabeth Sibylle (1693–1694), Enkelin von Christian I.
- Christian II. (1653–1694), 2. Herzog von Sachsen-Merseburg, Sohn von Christian I.
  - Erdmuth Dorothea von Sachsen-Zeitz (1661–1720), Ehefrau von Christian II.
  - Johann Wilhelm (1681–1685), Sohn von Christian II.
  - August Friedrich (1684–1685), Sohn von Christian II.
  - Philipp Ludwig (1686–1688), Sohn von Christian II.
  - Friedrich Erdmann (1691–1714), Sohn von Christian II.
  - Christiane Eleonore Dorothea (1692–1693), Tochter von Christian II.
- Christian III. Moritz (1680–1694), 3. Herzog von Sachsen-Merseburg, Sohn von Christian II.
- Moritz Wilhelm (1688–1731), 4. Herzog von Sachsen-Merseburg, Sohn von Christian II.
  - Friederike Charlotte Ulrike (*/† 1720), uneheliche Stieftochter Moritz Wilhelms
- August (1655–1715), Herzog von Sachsen-Merseburg-Zörbig, Sohn von Christian I.
  - Hedwig Eleonore von Mecklenburg-Güstrow (1666–1735), Ehefrau von August
  - Christiane Magdalene (1687–1689), Tochter von August
  - Totgeburt (*/† 1689), Tochter von August
  - Caroline Auguste (1691–1743), Tochter von August
  - Hedwig Eleonore (*/† 1693), Tochter von August
  - Gustav Friedrich (1694–1695), Sohn von August
  - August (*/† 1696), Sohn von August
- Philipp (1657–1690), Herzog von Sachsen-Merseburg-Lauchstädt, Sohn von Christian I.
  - Eleonore Sophia von Sachsen-Weimar (1660–1687), 1. Ehefrau von Philipp
  - Christiana Ernestina (1685–1689), Tochter von Philipp
  - Johann Wilhelm (1687–1687), Sohn von Philipp
  - Christian Ludwig (1689–1690), Sohn von Philipp
- Heinrich (1661–1738), 5. Herzog von Sachsen-Merseburg, Sohn von Christian I.
  - Elisabeth von Mecklenburg-Güstrow (1668–1738), Ehefrau von Heinrich
  - Christiane Friederike (1697–1722), Tochter von Heinrich
  - Gustava Magdalena (*/† 1699), Tochter von Heinrich

## Ausstattung
Der Merseburger Dom ist trotz seines Alters vergleichsweise reichhaltig ausgestattet, wird von den historischen Veränderungen während der Reformation sowie den kriegsbedingten Zerstörungen abgesehen.

### Fenster
So haben sich Reste der mittelalterlichen Verglasung in vier Medaillons mit einem Durchmesser von ca. 60 cm über dem Westportal in der Vorhalle im Zentrum der Dreifenstergruppe erhalten. Sie stammen aus einer Merseburg-Naumburger Werkstatt um 1260. Die Glasmalerei mit Schwarzlot wurde seit 1839 mehrfach restauriert. Es sind die Verkündigung Mariae, die Geburt Christi, die Anbetung der Könige und die Kreuzigung dargestellt. Für die im Zweiten Weltkrieg zerstörte historistische Chorverglasung von 1885/86 hat Charles Crodel von 1947 bis 1960 in moderner Fortschreibung der mittelalterlichen Bildsprache ähnlich wie im Erfurter Dom und im Dom zu Halberstadt Ersatz geschaffen. Crodel führte die Glasmalerei eigenhändig bei Ferdinand Müller in Quedlinburg aus. Das ikonographische Programm der Fenster umfasst alt- (links) und neutestamentliche (rechts) Ereignisse, die in aufsteigender Lesefolge dargestellt sind, und zwar im linken Fenster die Geschichte des Propheten Jona – Erschaffung Adams und Evas, der vom Fisch verschlungene Jona, der vom Fisch ausgespiehene Jona sowie der geläuterte Jona in der Laubhütte – und im rechtens Fenster das Heilsgeschehen – Geburt Christi, der Gekreuzigte, der auferstandene Gottessohn und der „Gnadenstuhl“ als Darstellung der Dreieinigkeit.

### Triumphkreuz und Lettner
Ein ursprünglich zu einer Triumphkreuzgruppe gehörendes Kruzifix ist in der Vierung aufgehängt. Das aus Eichenholz geschnitzte romanische Kruzifix ist aus drei Teilen zusammengesetzt; die beiden Arme sind seitlich in den Körper eingezapft. Auf dem um 1240 entstandenen Kruzifix wurden noch geringe Reste der mittelalterlichen Farbfassung nachgewiesen. Heute ist es auf ein Trägerkreuz aus Fichtenholz (1954/55) montiert. Das Kruzifix bildete zusammen mit der dazugehörigen Triumphkreuzgruppe (nicht erhalten) den krönenden Abschluss eines Bühnenlettners. Vergleichbare Lettner mit monumentalen Triumphkreuzgruppen finden sich u. a. im Dom zu Halberstadt und der Stiftskirche in Wechselburg. Von dem Lettner haben sich noch die beiden seitlichen Chorschranken erhalten. In den Nischen der nördlichen Schranke wurden um 1500 in Seccomalerei die 43 Vorgänger Bischof Thilos mit zugehöriger Umschrift abgebildet.

### Taufsteine

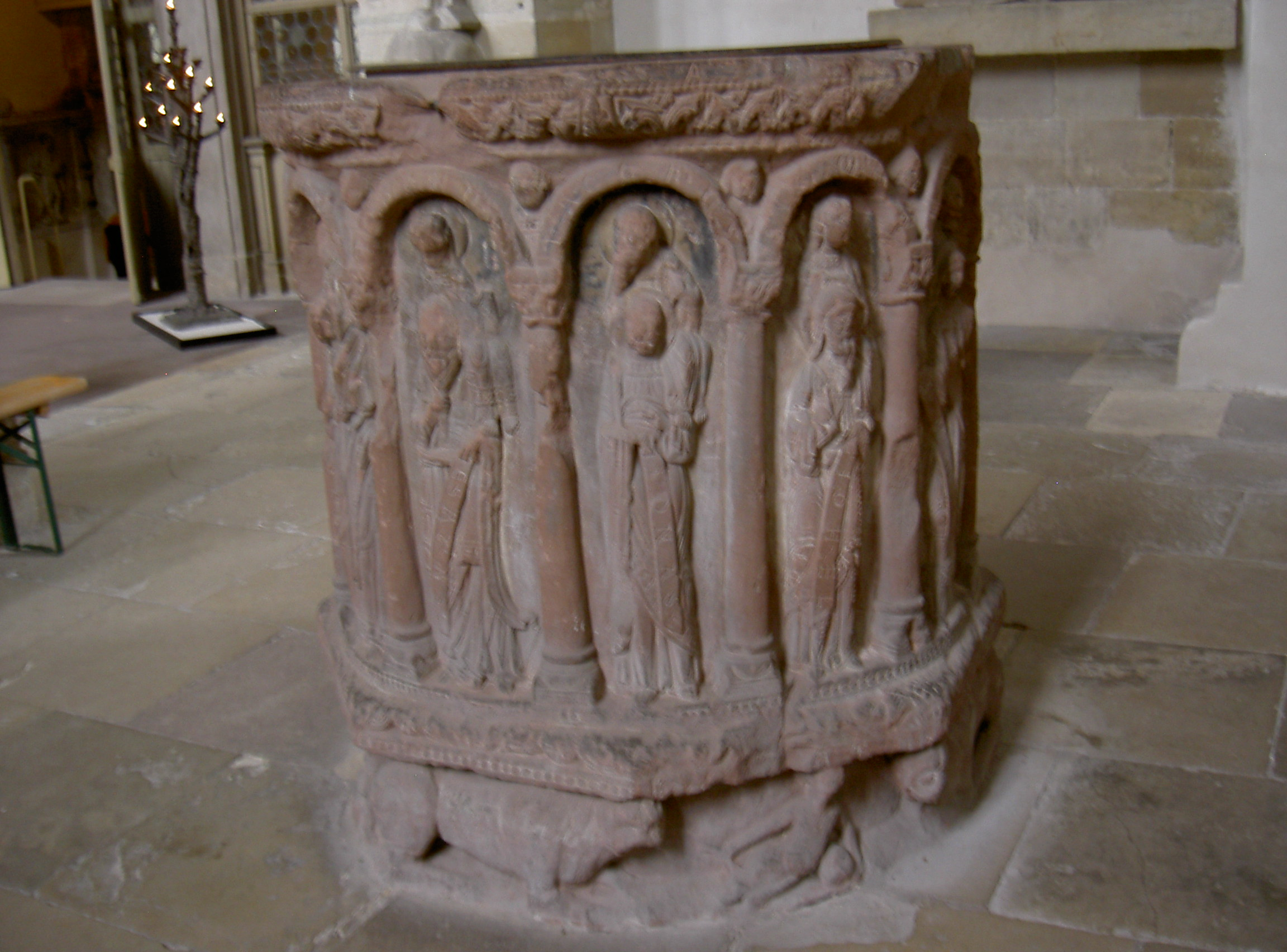
Taufstein im Merseburger Dom, um 1188

In der Vorhalle des Doms befindet sich seit 1831 ein monolithischer Taufstein aus rotem Sandstein. Der Stein stammt ursprünglich aus der Neumarktkirche in Merseburg, die 1188 erstmals urkundlich erwähnt wird und nicht wesentlich älter sein kann. Aus dieser Zeit stammt auch der Taufstein. Das ikonographische Programm umfasst (1) vier liegende Löwen, die die zylindrische Kufe tragen; (2) zwischen den Löwen hockende Allegorien der vier Paradiesflüsse; (3) zwölf rundbogige Arkaden zur Gliederung der Kufe, in denen die zwölf Propheten stehen und auf deren Schultern je ein Aposteln sitzt. Zu den Füßen des Propheten Jeremia kniet eine Stifterfigur, bei der es sich vermutlich um den Abt des Merseburger Benediktinerkloster St. Peter handelt.
Im südlichen Querschiff vor dem Eingang zur Fürstengruft befindet sich ein weiterer Taufstein. Der kelchförmige Stein aus Sandstein wird auf 1665 datiert. Auf jeder Fläche der hexagonalen Kuppa befinden sich drei bis vier skulptierte Wappen, insgesamt 21, welche die Würden des in der Umschrift genannten Stifters Herzog Christian I. von Sachsen-Merseburg wiedergeben.

### Altäre
Im Merseburger Dom sind mehrere Altäre erhalten. In erster Linie ist ein aus dem ersten Drittel des 13. Jahrhunderts zu datierender Tragaltar niedersächsischer oder mitteldeutscher Herkunft zu erwähnen. Er besteht aus einem in Eichenholz gefertigten rechteckigen Holzkorpus mit sechseckiger Aussparung auf der Oberseite zur Aufnahme einer Reliquie. Die Seitenflächen sind mit Silberblech ummantelt, auf den Langseiten waren insgesamt je fünf, auf den Schmalseiten drei und auf den Ecksäulen je ein Relieffeld erhalten, und zwar auf der Vorderseite in der Mitte die Kreuzigungsgruppe, daneben die Apostel Petrus und Paulus, darauffolgend links Christi Geburt und darauffolgend rechts Mariae Verkündigung. Auf der linken Schmalseite sind dargestellt die Enthauptung eines Heiligen, Paulus nach gleicher Vorlage wie auf der Vorderseite sowie ein nicht identifizierbarer Heiliger mit Spruchband; auf der Rückseite eine weitere Geburtsszene, die nicht mit der auf der Vorderseite identisch ist, daneben vermutlich Heilige (nur bruchstückhaft erhalten). Auf der linken Schmalseite sind keine Reliefs erhalten, auf den Ecksäulen sind die vier Evangelisten zu erkennen (ebenfalls nur bruchstückhaft erhalten).
Im Weiteren sind ein kleines Flügelretabel mit Skulptur der Muttergottes (um 1500 – Merseburger Werkstatt?), ein Allerheiligenretabel (um 1505 – niederländisch), ein Flügelretabel mit der Muttergottes (um 1517 – Meister der byzantinischen Madonna), ein Flügelretabel mit Gregorsmesse (um 1517 – Meister der byzantinischen Madonna), ein kleines Flügelretabel mit Darstellung des Hortus Conclusus (um 1530 – mitteldeutsch), ein Triptychon mit Madonna in der Engelsglorie (um 1530 – mitteldeutsch), ein ehemaliges Retabel des Heinrichsaltars (1536/37 – Lucas Cranach der Ältere und Werkstatt), ein kleines Retabel mit der Georgsmesse (1516 – Meister der byzantinischen Madonna), ein Flügelretabel mit der mystischen Vermählung der hl. Katharina (1518, Wittenberg – Meister aus der Cranach-Werkstatt, Meister des Merseburger Marien- und Katharinenaltars) sowie ein barocker Hochaltar (1668 – unbekannter Künstler) vorhanden.

### Epitaphe und Grabmäler

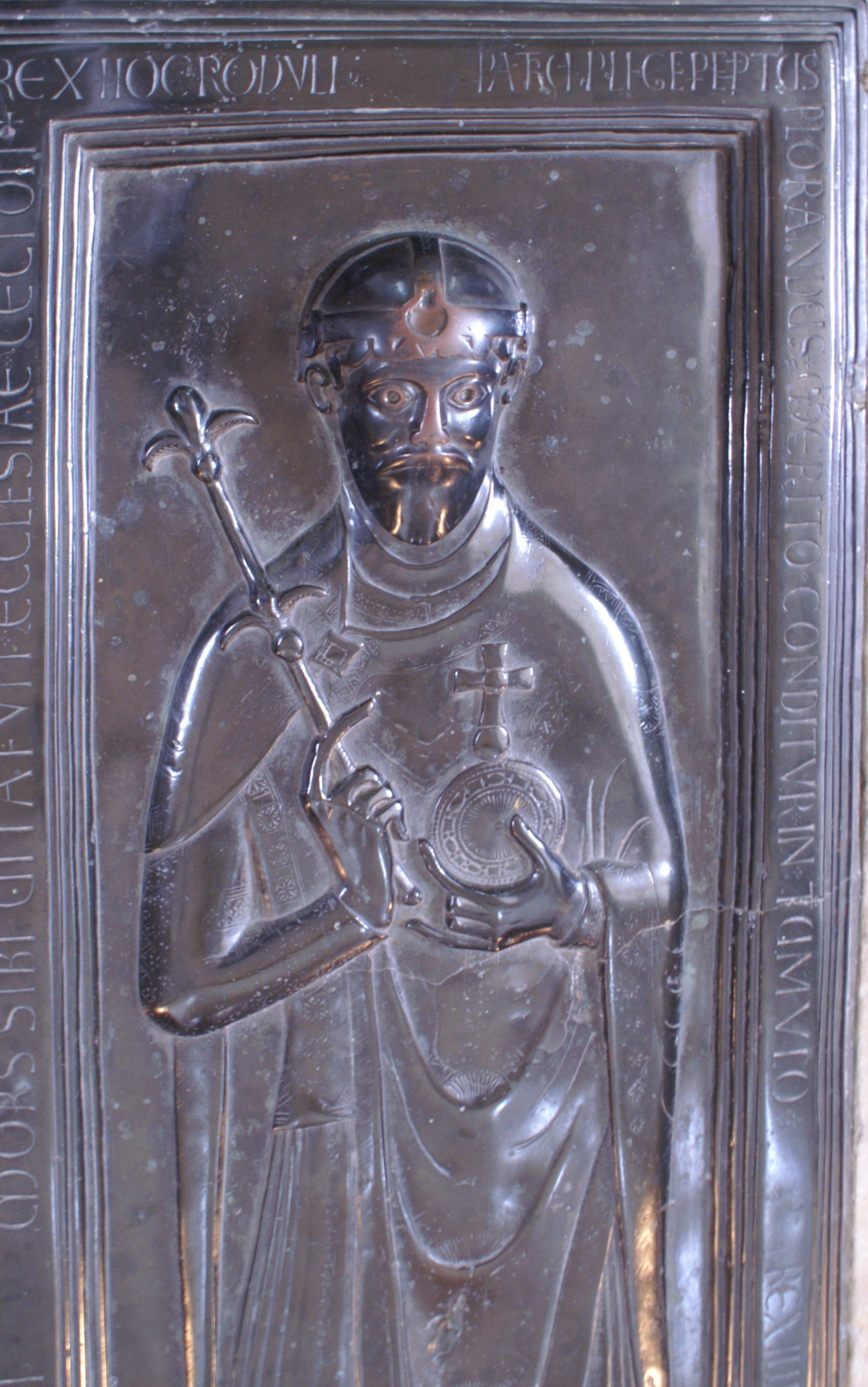
Einst vergoldete und mit Edelsteinen ausgelegte Bronzegrabplatte des Gegenkönigs Rudolf von Rheinfelden mit den Reichskleinodien

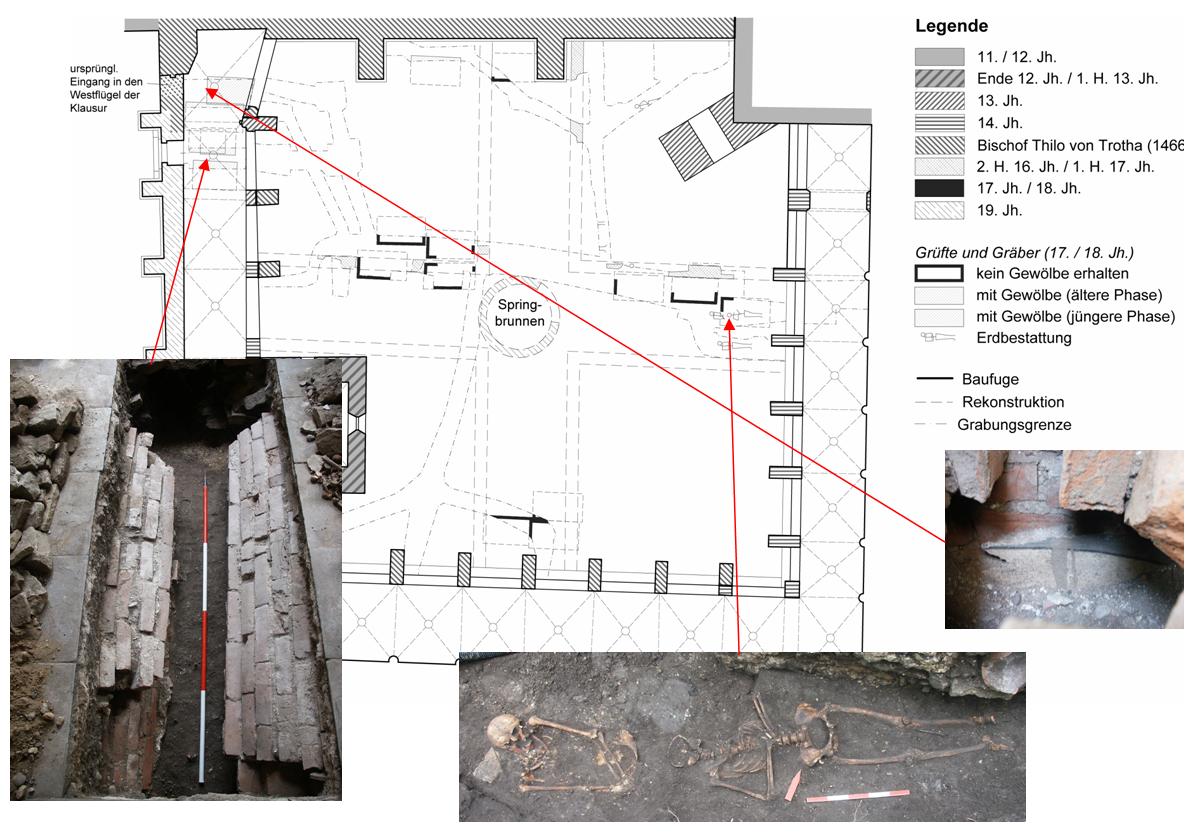
Kreuzgang des Merseburger Doms Bestattungen des 17./18. Jh. im Kreuzgang und Kreuzganginnenhof

In der Kirche und im Kreuzgang befinden sich Epitaphe und Grabmäler von Bischöfen, Domherren und Adeligen, von denen zahlreiche künstlerisch herausragend sind.
Die Grabplatte des Bischofs Thietmar († 1018) ist als schlichte Sandsteinplatte gearbeitet und wird in das 13. Jahrhundert datiert; bereits 1883 ließen sich nur noch geringe Reste der Umschrift lesen, die aber in einer Umzeichnung überliefert ist. Neben der Grabplatte von Thietmar markieren schlichte Platten die Gräber der ersten Bischöfe von Merseburg. Ursprünglich noch in der Johannis-Stiftskirche beigesetzt, wurden sie nach Errichtung des ersten Doms an diese Stelle umgebettet. Das bedeutendste Kunstwerk ist die im Chor befindliche Grabplatte Rudolfs von Schwaben, der am 15. Oktober 1080 starb. Es gilt als ältestes Bildnisgrabmal des deutschen Mittelalters; hervorzuheben ist hier besonders die technische Perfektion des Bronzegusses.
Das Epitaph und die Tumba des Bischofs Thilo von Trotha († 1514) befinden sich im nördlichen Querhaus und sind aus Messing gefertigt. Die Deckplatte der Tumba wurde vermutlich noch von Hermann Vischer dem Älteren um 1470/80, also vor Thilos Tod angefertigt. Das Epitaph und die Seitenwände stammen aus der Vischer-Werkstatt und werden auf die Zeit um 1514 datiert. Das in der Vorhalle des Doms befindliche Epitaph des Bischofs Sigismund von Lindenau († 1544) ist eine 2,46 m hohe und 1,29 m breite, gegossene Bronzeplatte mit Gravur und Ziselierung. Die sichtbare Signatur HF mit Meisterzeichen weisen sie als Arbeit des Nürnberger Bildhauers Hans Vischer aus.
Des Weiteren sind zu erwähnen die Grabplatte des Ritters Hermann von Hagen (Hayn/Hahn) aus der Mitte des 13. Jahrhunderts, dessen Erschaffung dem Naumburger Meister bzw. dessen Werkstatt zugerechnet wird, ein Grabmal für den Magdeburger Erzbischof Friedrich II. von Hoym († 1362), ein Epitaph des Bischofs Vincenz von Schleinitz († 1535), ein Epitaph des Bischofs Adolf von Anhalt († 1526) sowie ein Grabmal und ehemalige Schranken der Grabkapelle des Bischofs Sigismund von Lindenau († 1544). Im Kreuzgang und Kreuzhof befinden sich zahlreiche barocke Epitaphe von Domherren. Dazugehörige in Backstein ausgeführte Grüfte, die zum Teil im Inneren verputzt und farblich gefasst sind, sind durch Ausgrabungen belegt. Neben den Backsteingrüften konnten während der Ausgrabungen 2004 auch zahlreiche Erdbestattung in Holzsärgen nachgewiesen werden.

### Orgeln

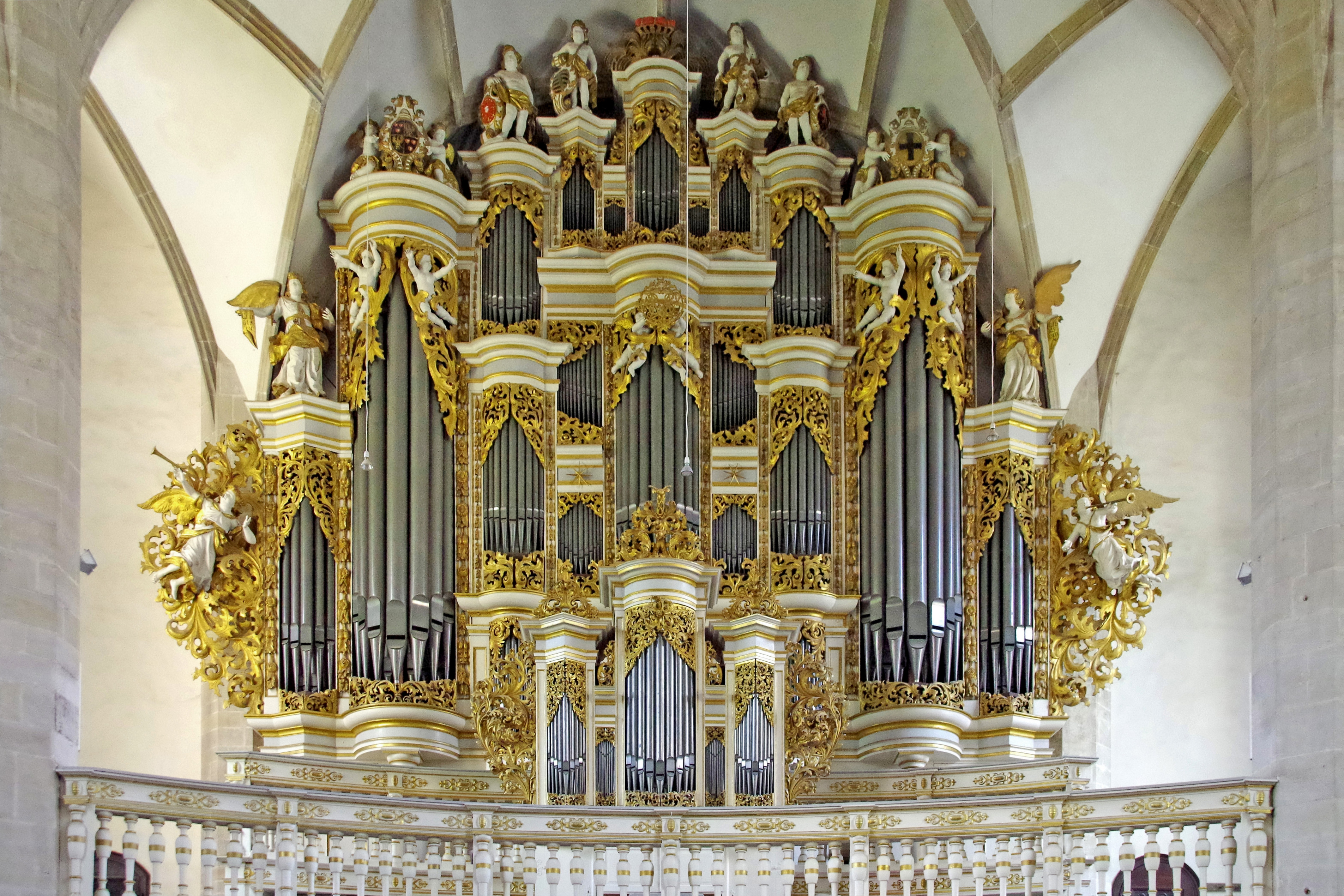
Ladegast-Orgel (1855/66) hinter barockem Prospekt (um 1700) mit Rückpositiv und Schleierwerk

Eine Orgel ist bereits Ende des 13. Jahrhunderts nachweisbar, als eine größere Summe für die Orgel („ad organa“) vermacht wurde. Wie in dieser Zeit üblich, wird es sich um eine mehrmanualige Schwalbennestorgel an der Nordwand gehandelt haben.

#### Hauptorgel
Ein unbekannter Orgelbauer errichtete 1665/1666 ein neues Instrument, das Christoph Junge 1674 erweiterte. Einen großen Erweiterungsumbau führte Zacharias Thayßner in den Jahren 1693–1705 durch, der unter Verwendung älterer Teile den heutigen prächtigen Prospekt schuf. Thayßners Werk umfasste 41 Register, war qualitativ jedoch unbefriedigend und blieb unvollendet. Erst unter Johann Friedrich Wender (1714–1717) konnte die Orgel fertiggestellt werden. Wender fertigte neue Windladen und sechs neue Bälge an. Er erweiterte zunächst auf 50 Register und in einem zweiten Bauabschnitt um ein zusätzliches Brustwerk auf 66 Register. Der Merseburger Orgelbauer Johann Gottfried Krug ergänzte das Oberwerk im Jahr 1780 mit einem Schwellkasten, der ganz oben und an der Rückseite der Orgel angebracht war. In diesen Kasten, dessen Tür über einem Draht vom Spieltisch aus geöffnet und geschlossen werden konnte, stellte er das Register „Echo“. Das Rückpositiv erhielt einen kleinen zweiten Spieltisch mit einem Manual, das von der unteren Empore aus gespielt werden konnte. Die Orgel blieb jedoch reparaturanfällig, sodass 1843–1847 verschiedene Umbaupläne entwickelt wurden.
Der Dom beherbergt heute eine der größten und bedeutendsten romantischen Orgeln in Deutschland, geschaffen in zwei Etappen (1853 bis 1855 und 1866) von dem Orgelbauer Friedrich Ladegast. Sie verfügt über 81 Register, die auf vier Manuale und Pedal verteilt sind, und insgesamt 5687 Pfeifen. Aufgrund der guten Qualität der kleinen Ladegast-Orgel in der Dorfkirche Geusa gab der damalige Merseburger Domorganist und Orgelrevisor David Hermann Engel dem jungen Ladegast den Auftrag für die Domorgel. Dieser sollte ursprünglich eine Reparatur der vorhandenen Orgel für 4500 Thaler vornehmen, das im Sommer 1853 begonnene Vorhaben endete jedoch quasi in einem Neubau für 6258 Thaler hinter dem alten Prospekt. Ladegast nutzte zunächst 26 Register aus der Vorgängerorgel, ersetzte diese jedoch, mit Ausnahme der Schalmey und des Stahlspiels, bis 1866 durch eigene. Der von Ladegast für das Brustwerk eingebaute Schweller war seinerzeit ein Novum, da diese Spielhilfe im deutschen Orgelbau erst im späten 19. Jahrhundert weite Verbreitung fand. Eine weitere Besonderheit ist der separate, kleine Spieltisch, der unter der kleinen Orgelempore auf der die ganze Breite des Mittelschiffs überspannenden Musikerempore steht. Mit der dortigen Manualklaviatur können alle Register des Rückpositivs, mit dem Pedal je zwei Pedalregister in der 16’- und 8’-Lage angespielt werden. Die Position dieses Zusatz-Spieltisches erlaubt das Zusammenspiel mit Ensembles, wofür der Platz auf der darüberliegenden Empore mit dem viermanualigen Spielschrank unzureichend ist.
Franz Liszt besichtigte die Orgelbaustelle im Sommer 1855 mehrere Male und wollte ein neues, umfangreiches Werk, seine Fantasie und Fuge über B-A-C-H, für die Orgelweihe komponieren. Er wurde damit jedoch nicht rechtzeitig fertig und schlug vor, stattdessen seine Fantasie und Fuge über „Ad nos, ad salutarem undam“ spielen zu lassen, die bereits seit 1852 in einer für Orgel, Pedalflügel oder Klavier zu 3 oder 4 Händen verwendbaren Druckfassung veröffentlicht war. Sein Schüler Alexander Winterberger führte die Orgelfassung des Werks zur Einweihung der neuen Orgel am 26. September 1855 im Beisein von Liszt zum ersten Mal auf. 1856 erklang dann dort auch, wiederum durch Winterberger uraufgeführt, Liszts ursprünglich für die Orgelweihe vorgesehene „Fantasie und Fuge über B-A-C-H“. 1857 spielte Julius Reubke hier die Uraufführung seiner Orgelsonate „Der 94. Psalm“. 1876 baute die Merseburger Orgelbaufirma Gerhardt eine Barkermaschine ein. Karl Straube nutzte die Merseburger Domorgel zur Erstaufführung von Regers zweiter Orgelsonate d-moll op. 60.
Nach einer ersten Restaurierung, Umdisponierung und Entfernung des Schwellers des IV. Manuals ab 1962 durch den Merseburger Orgelbauer Gerhard Kühn folgte in den Jahren 2001–2004 eine umfassende Instandsetzung und Restaurierung durch die Firmen Eule, Scheffler und Wegscheider. Diese Orgelbaufirmen machten die in den 1960er Jahren vorgenommenen Dispositionsänderungen, die nicht zum Gesamtkonzept Ladegasts passten, rückgängig und führten die Orgel auf den Zustand von 1866 zurück. Sie hat folgende Disposition:
| I Rückpositiv C–g3 |                 |       |   |
| 01.                | Bordun          | 16′   |   |
| 02.                | Principal       | 08′   |   |
| 03.                | Flautotraverso0 | 08′   |   |
| 04.                | Fugara          | 08′   |   |
| 05.                | Quintatön       | 08′   |   |
| 06.                | Octave          | 04′   |   |
| 07.                | Gedeckt         | 04′   |   |
| 08.                | Octave          | 02′   |   |
| 09.                | Mixtur IV       | 1 ⁄3′ |   |
| 10.                | Cornett II–IV   |       |   |
| 11.                | Oboe            | 08′   | D |

| II Hauptwerk C–g3 |     |                |        |   |
| 12.               | (H) | Bordun (ab c0) | 32′    |   |
| 13.               | (V) | Principal      | 16′    |   |
| 14.               | (H) | Bordun         | 16′    |   |
| 15.               | (V) | Principal      | 08′    |   |
| 16.               | (H) | Hohlflöte      | 08′    |   |
| 17.               | (H) | Doppelgedeckt0 | 08′    |   |
| 18.               | (H) | Gambe          | 08′    |   |
| 19.               | (H) | Gemshorn       | 08′    |   |
| 20.               | (H) | Quinte         | 5 1⁄3′ |   |
| 21.               | (V) | Octave         | 04′    |   |
| 22.               | (V) | Gedeckt        | 04′    |   |
| 23.               | (V) | Gemshorn       | 04′    |   |
| 24.               | (V) | Doublette II   | 4′+2′  |   |
| 25.               | (V) | Quinte         | 2 ⁄3′  |   |
| 26.               | (V) | Octave         | 02′    |   |
| 27.               | (V) | Mixtur IV      | 02′    |   |
| 28.               | (V) | Scharff IV     | 01′    |   |
| 29.               | (V) | Cornett III–V  | 2 ⁄3′  |   |
| 30.               | (H) | Fagott         | 16′    | D |
| 31.               | (V) | Trompete       | 08′    |   |

| III Oberwerk C–g3 |                     |        |
| 32.               | Quintatön           | 16′    |
| 33.               | Principal           | 08′    |
| 34.               | Rohrflöte           | 08′    |
| 35.               | Flaute amabile      | 08′    |
| 36.               | Gambe               | 08′    |
| 37.               | Gedeckt             | 08′    |
| 38.               | Octave              | 04′    |
| 39.               | Spitzflöte          | 04′    |
| 40.               | Rohrflöte           | 04′    |
| 41.               | Quinte              | 2 ⁄3′  |
| 42.               | Waldflöte           | 02′    |
| 43.               | Terz                | 1 3⁄5′ |
| 44.               | Sifflöte            | 01′    |
| 45.               | Mixtur IV           |        |
| 46.               | Schalmey            | 08′    |
| 47.               | Stahlspiel (ab e°)0 |        |
|                   | Tremulant           |        |

| IV Brustwerk C–g3 (schwellbar) |                            |       |   |
| 48.                            | Lieblichgedackt            | 16′   |   |
| 49.                            | Geigenprincipal            | 08′   |   |
| 50.                            | Flauto dolce               | 08′   |   |
| 51.                            | Salicional                 | 08′   |   |
| 52.                            | Unda maris                 | 08′   |   |
| 53.                            | Lieblichgedackt            | 08′   |   |
| 54.                            | Octave                     | 04′   |   |
| 55.                            | Zartflöte                  | 04′   |   |
| 56.                            | Salicional                 | 04′   |   |
| 57.                            | Nassat                     | 2 ⁄3′ |   |
| 58.                            | Octave                     | 02′   |   |
| 59.                            | Cymbel III                 | 02′   |   |
| 60.                            | Progressivharmonika II–IV0 |       |   |
| 61.                            | Aeoline                    | 16′   | D |

| Pedal C–f1 |        |            |     |
| 62.        | (III.) | Untersatz  | 32′ |
| 63.        | (I.)   | Principal  | 16′ |
| 64.        | (III.) | Violonbaß0 | 16′ |
| 65.        | (I.)   | Salicebaß  | 16′ |
| 66.        | (I.)   | Subbaß     | 16′ |

| (Fortsetzung Pedal) |       |             |         |
| 67.                 | (II.) | Großnassat0 | 10 2⁄3′ |
| 68.                 | (I.)  | Principal   | 08′     |
| 69.                 | (I.)  | Bassflöte   | 08′     |
| 70.                 | (II.) | Violoncello | 08′     |
| 71.                 | (II.) | Terz        | 6 2⁄5′  |

| (Fortsetzung Pedal) |       |             |        |
| 72.                 | (II.) | Rohrquinte0 | 5 1⁄3′ |
| 73.                 | (I.)  | Octave      | 04′    |
| 74.                 | (II.) | Scharfflöte | 04′    |
| 75.                 | (II.) | Flöte       | 04′    |
| 76.                 | (II.) | Mixtur IV   |        |

| (Fortsetzung Pedal) |        |             |       |
| 77.                 | (II.)  | Cornett IV0 | 2 ⁄3′ |
| 78.                 | (III.) | Posaune     | 32′   |
| 79.                 | (III.) | Posaune     | 16′   |
| 80.                 | (I.)   | Dulcian     | 16′   |
| 81.                 | (II.)  | Trompete    | 08′   |

- Koppeln: I/II, III/II, IV/II, I/P, II/P, III/P
- Spielhilfen: 3 Ventile für die Laden des Pedals, Bass-Coppel, mit Registerzug oder zwei Tritten (an-ab) zu bedienen, schaltet die Ventile für die 2. und 3. Lade gemeinsam, Tritt und Zug für das Schwellwerk
- Anmerkungen

D = Durchschlagend
H/V = Hinter- bzw. Vorderlade für Sperrventile
I./II./III. = Erste, zweite bzw. dritte Lade für Sperrventile
1. ↑  1866 Trompete 4′.

#### Chororgel

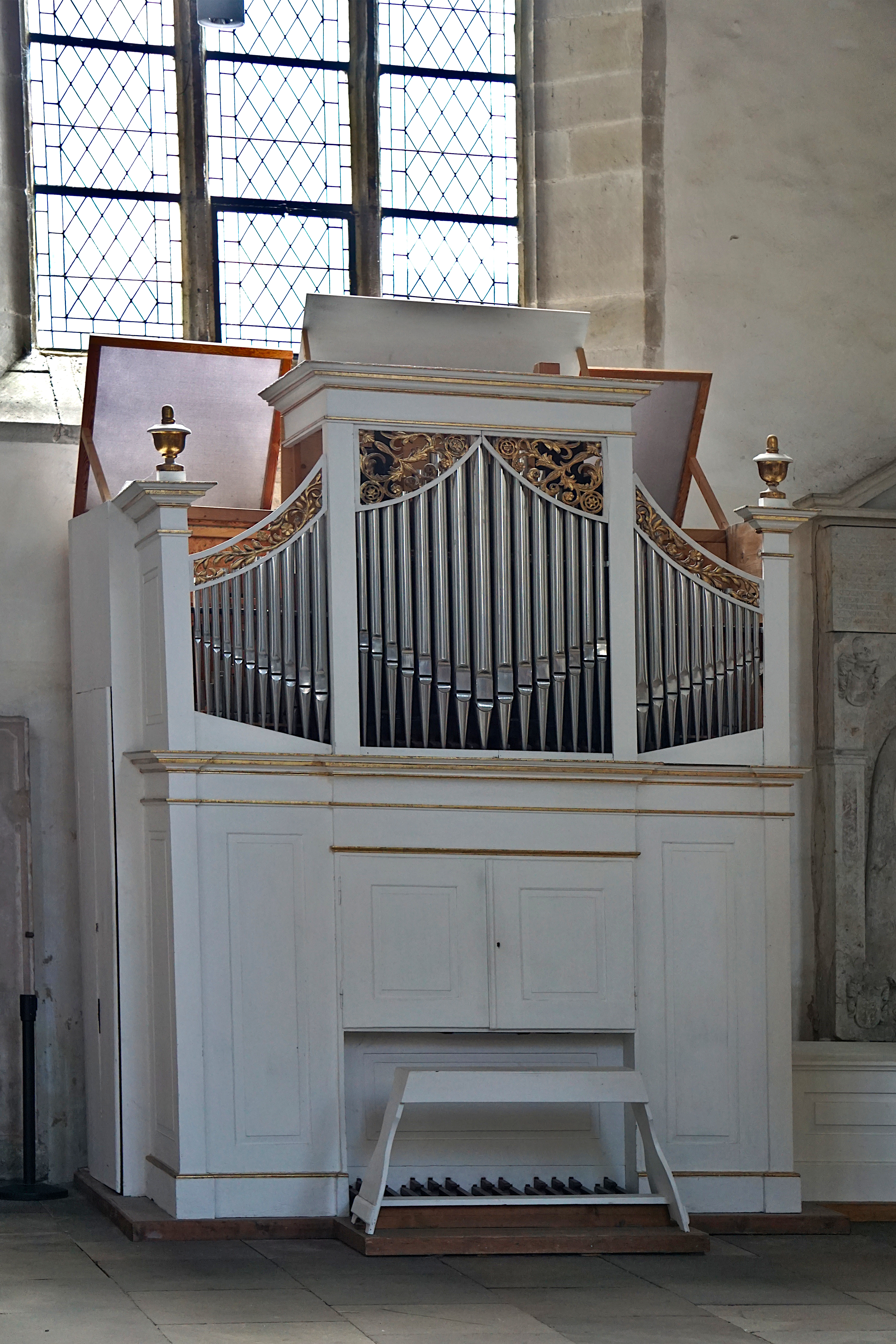
Die kleine Orgel

Der Dom besitzt eine ebenfalls von Ladegast geschaffene, kleine Orgel mit einem Manual und Pedal sowie 10 klingenden Stimmen. Der Orgelbauer errichtete sie 1850 für die Dorfkirche von Klobikau-Raschwitz. Die Firma Rösel & Hercher barg sie aus der verfallenden Kirche und restaurierte sie 1993, woraufhin sie vorerst in der Michaelskapelle des Doms aufgestellt wurde. Angesichts der Restaurierung der großen Orgel stellte man sie 2001 im Dom als Interimsinstrument auf, ließ sie dann jedoch dauerhaft im rechten Seitenschiff stehen.

#### Organisten
Seit 1996 ist Michael Schönheit Merseburger Domorganist, sein Vorgänger war von 1951 bis 1996 Hans-Günther Wauer.

### Glocken
Die elf Glocken des Domes sind auf die beiden Westtürme, den Mittelbau und den Turmhelm verteilt. Mit einer umfassenden Restaurierung bekam jede einzelne Glocke sowohl einen neuen Klöppel als auch ein neues Holzjoch. Das Geläut wurde nach der ursprünglichen Aufhängung verteilt und in die zum Teil gotischen und barocken Glockenstühle gehängt. Im Dezember 2001 erklang das Domgeläut zum ersten Mal nach der Sanierung. Die Clinsa war bereits zweimal gesprungen. Eine von Franz Schilling für sie 1910 als Ersatz gegossene Glocke wurde im Ersten Weltkrieg für die Rüstungsindustrie eingezogen, ebenso die größere der beiden Zuckerhutglocken sowie eine weitere. Nachdem 1931 ein erneuter Ersatz für die Clinsa gegossen wurde, verschwand dieser im Zweiten Weltkrieg wiederum in den Schmelzöfen der Rüstungsfirmen. Das gleichfalls beschlagnahmte Horaglöckchen konnte hingegen nach Kriegsende unversehrt vom Glockenfriedhof Ilsenburg zurückgeholt werden. Die Clinsa erhielt nach der Schweißung einen neuen von Hand geschmiedeten Klöppel, der dem historischen Vorbild nahekommt. Die Benedicta ist in einer außerordentlich schweren Rippe gegossen, so dass sie den im Verhältnis zu ihrem Gewicht relativ hohen Ton es1 −5 erzeugt.
Im Oktober 2021 wurde eine neue Glocke, die Friede-Glocke, in den Mittelbau gehoben. Als Vorbild diente die 1518 von Martin Hilliger gegossene „Maria“ der Wenzelskirche Naumburg. Sie schließt die im Ersten Weltkrieg entstandene klangliche Lücke zwischen der Clinsa und der Nona.
| Nr. | Name               | Gussjahr       | Gießer, Gussort                  | Durchmesser (mm) | Gewicht (kg) | Schlagton (HT-1/16) | Glockenstube          |
| --- | ------------------ | -------------- | -------------------------------- | ---------------- | ------------ | ------------------- | --------------------- |
| 1   | Benedicta          | um 1280        | unbekannt                        | 1.568            | ≈3.000       | es1 −5              | Südwestturm           |
| 2   | Clinsa             | um 1180        | unbekannt                        | 1.312            | 1.960        | f1 −7               | Nordwestturm          |
| 3   | Friede-Glocke      | 2021           | Sächsisches Metallwerk, Freiberg | 1108             | 890          | g1                  | Mittelbau             |
| 4   | Nona               | 1458           | unbekannt, vom gleichen Gießer   | 957              | ≈600         | b1 −1               | Mittelbau             |
| 5   | Quarta             | 1458           | unbekannt, vom gleichen Gießer   | 851              | ≈ 450        | c2 −2               | Mittelbau             |
| 6   | Evangelistenglocke | 1479           | unbekannt                        | 825              | ≈420         | d2 ±0               | Mittelbau             |
| 7   | Bienenkorbglocke   | Anfang 12. Jh. | unbekannt                        | 472              | 113          | ≈des3               | Mittelbau             |
| 8   | Horaglöcklein      | 1538           | unbekannt                        | 460              | 59           | b2 −4               | Mittelbau             |
| 9   | Zuckerhutglocke    | Anfang 13. Jh. | unbekannt                        | 416              | 58           | ≈d3                 | Mittelbau             |
| I   | Stundenglocke      | 1474           | unbekannt                        | 1.060            | ≈ 500        | ges1 +1             | Turmhelm Nordwestturm |
| II  | Viertelglocke      | 1722           | Peter Becker, Halle              | 608              | ≈120         | ?                   | Turmhelm Nordwestturm |

### Glocken-Ritzzeichnungen
Einige Domglocken haben seltene, kunsthistorisch bedeutsame Glockenritzzeichnungen, die in einem Werk der Kunsthistorikerin Ingrid Schulze gewürdigt werden.

## Domstiftsbibliothek und -archiv

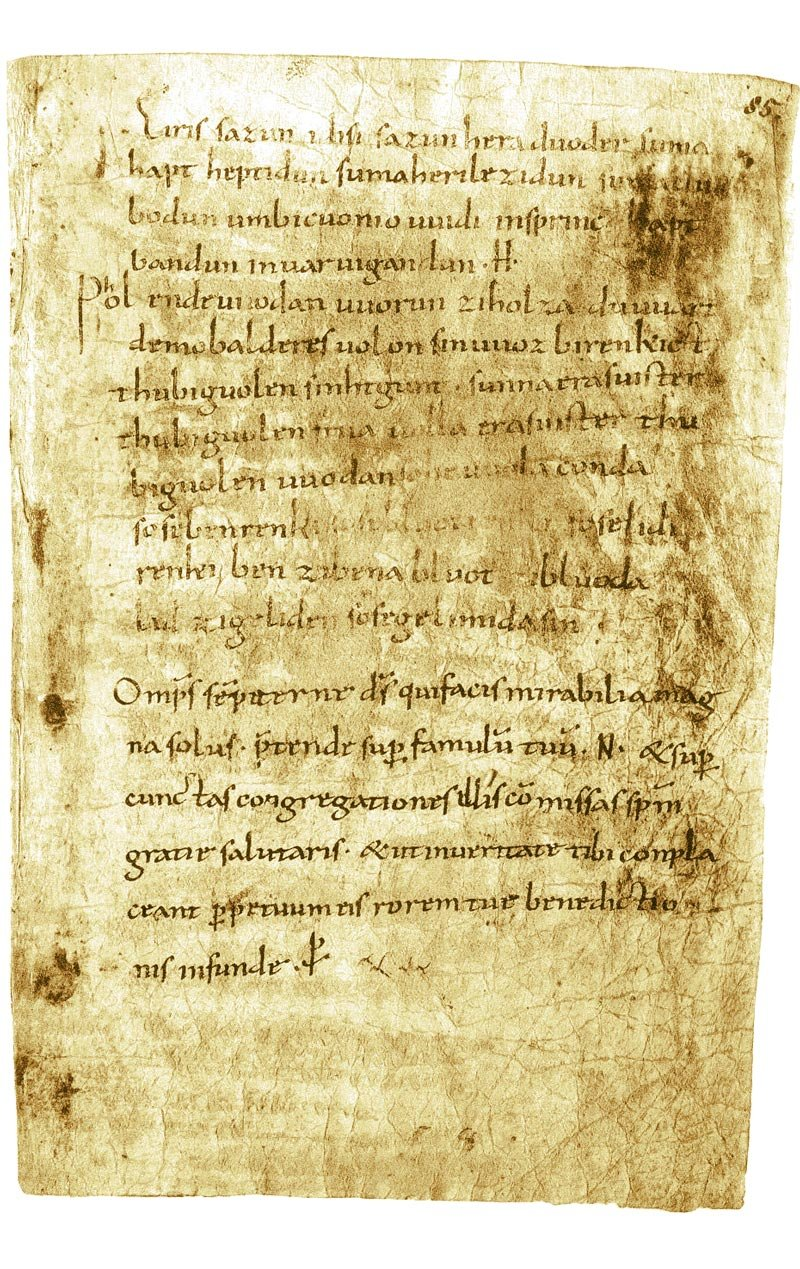
Merseburg, Domstiftsbibliothek, Cod. 136, fol. 85r mit den Merseburger Zaubersprüchen im oberen Teil (Zeilen 1–12). Digital colorierter Scan eines Photodrucks aus dem 19. Jahrhundert (Verlag v. F. Enneccerus, Frankfurt a. M. 1897), der nicht den heutigen Zustand des Originals wiedergibt.

Die Merseburger Domstiftsbibliothek weist am Ort ihres Entstehens auf eine über 1000-jährige Geschichte. Sie geht vermutlich auf die Bibliothek des Kollegiatstifts St. Johannis (9. Jh.), spätestens aber auf die Gründung des Bistums Merseburg im Jahr 968 zurück. Bereits der sächsische Chronist und Merseburger Bischof Thietmar (Amtszeit: 1009–1018) konnte einen umfangreichen von seinen Vorgängern zusammengetragenen Bücherbestand nutzen. Dieser Bestand wurde neben kaiserlichen Geschenken und Anstrengung der Bischöfe vor allem durch Stiftungen einzelner Domherren bis heute erweitert. Seit dem 17. Jahrhundert bis zum Zweiten Weltkrieg war sie im Kapitelhaus untergebracht. Luftangriffe auf das Dom- und Schlossensemble und Wassereinwirkungen führten zu Schäden am Bestand. Nach vorübergehender Unterbringung im Haus des Stiftsprokurators (Domstraße 12) wurde die Bibliothek 1993 in die Südklausur des Doms überführt. Seit 2006 befindet sie sich wieder im Kapitelhaus des Doms. umfasst einen Fundus mit mehr als 10.000 Titeln, davon einen althistorischen Bestand von ca. 2.500 Titeln, inklusive 200 Inkunabeln. Über historische Inventare und Kataloge lässt sich die Entwicklung des Bestandes seit der Mitte des 16. Jahrhunderts rekonstruieren. Ein um 1935 von Walther Holtzmann erstelltes Verzeichnis der Handschriften der Domstiftsbibliothek ist digital zugänglich. Neben Büchern finden sich zahlreiche, zum Teil mittelalterliche Urkunden sowie Aufschwörtafeln von Domherren.
In der Merseburger Domstiftsbibliothek werden drei bedeutende althochdeutsche Textzeugnisse aus dem 9. bis 11. Jahrhundert aufbewahrt, alle waren in einer mittelalterlichen Sammelhandschrift aus den Überresten von sechs ursprünglich selbständigen Codices (Cod. 136) eingebunden.
- Die Merseburger Zaubersprüche (Cod. 136, fol. 85r) wurden von Georg Waitz 1841 in einer theologischen Sammelhandschrift des 9. oder 10. Jahrhunderts entdeckt und von Jacob Grimm 1842 zum ersten Mal gewürdigt. Die in Althochdeutsch abgefassten Sprüche handeln von der Befreiung von Gefangenen (Spruch 1) und der Heilung eines verrenkten Pferdefußes (Spruch 2).[27] Bischoff datiert sie in das erste oder zweite Drittel des 10. Jahrhunderts.[28]
- Das Fränkische Taufgelöbnis (Cod. 136, fol. 16r) ist in einer Handschrift des 9. Jahrhunderts überliefert und in einer angelsächsischen Minuskel abgefasst. Es ist als ein Frage-Antwort-Formular für Priester und Täufling gestaltet.[29]
- Das Merseburger Gebetbuchstück (Cod. 136, fol. 53r) ist ein Prosagebetsfragment aus der Mitte des 9. Jahrhunderts. Es handelt sich um ein Stück aus dem Gebet, das der Priester während der Messe nach der Elevation des Kelchs spricht. Der lateinische Text und die deutsche Entsprechung sind nebeneinander gesetzt.[30]

Zu den bedeutenden prosopographischen Quellen des Früh- und Hochmittelalters zählt das Merseburger Nekrolog (Nekrolog des Domkapitels von Merseburg – lat. Necrologium Merseburgensis cathedralis capituli), welches zwischen 1016 und 1100 unter der Verwendung älterer Vorlagen angelegt wurde und Personen vom 8. bis zum 11. Jahrhundert auflistet. Überdies befindet sich eine der vier überlieferten Handschriften der Merseburger Bischofschronik (Cronica episcoporum ecclesie Merseburgensis) in der Domstiftsbibliothek. Das Merseburger Exemplar beinhaltet die Chronik von 968 bis 1136 mit einer Fortsetzung bis ins Jahr 1514.